# Daewoo Arcadia
Daewoo Arcadia – samochód osobowy klasy wyższej produkowany pod południowokoreańską marką Daewoo w latach 1994 – 1999.

## Historia i opis modelu

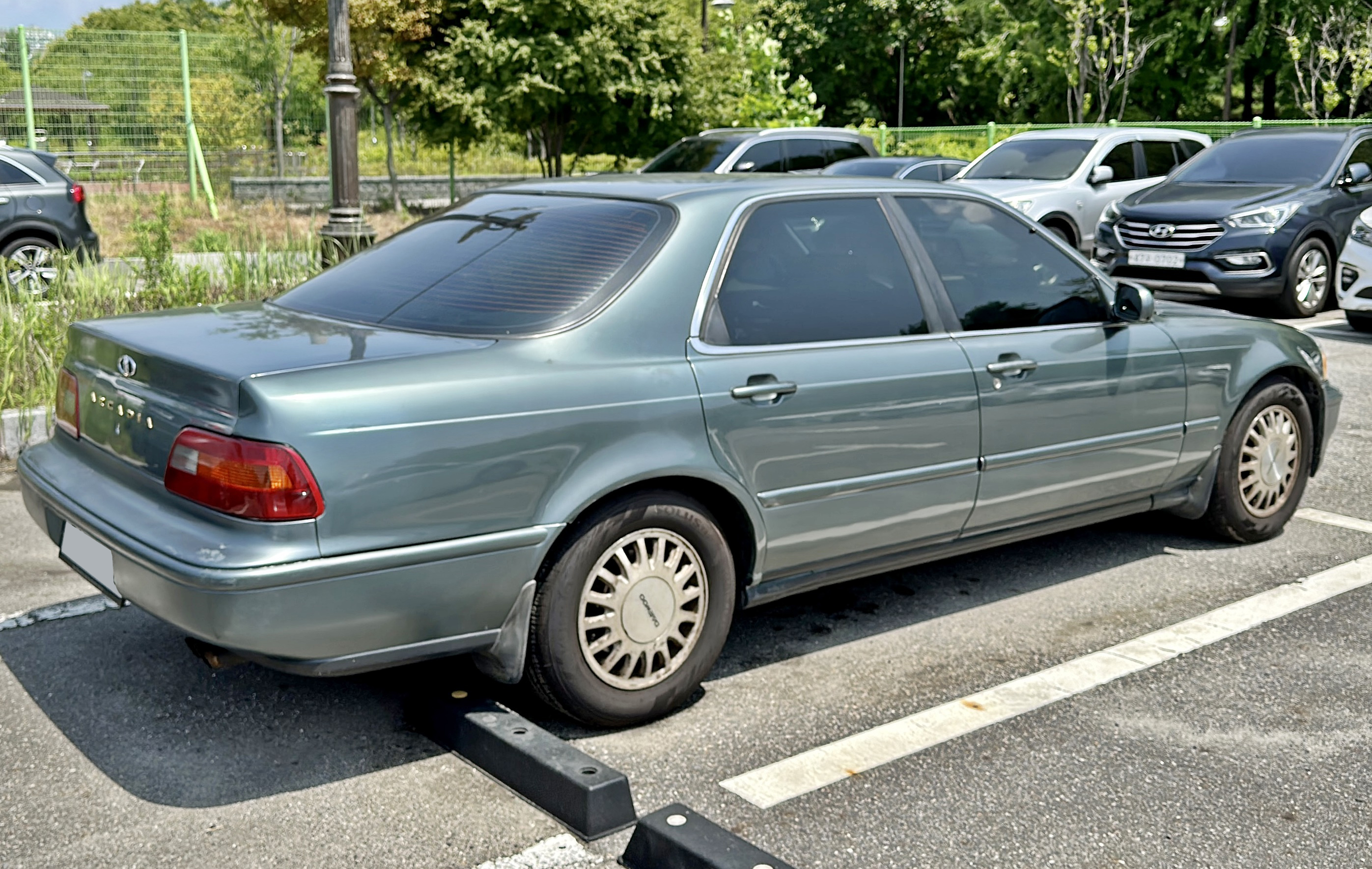
Daewoo Arcadia - tył

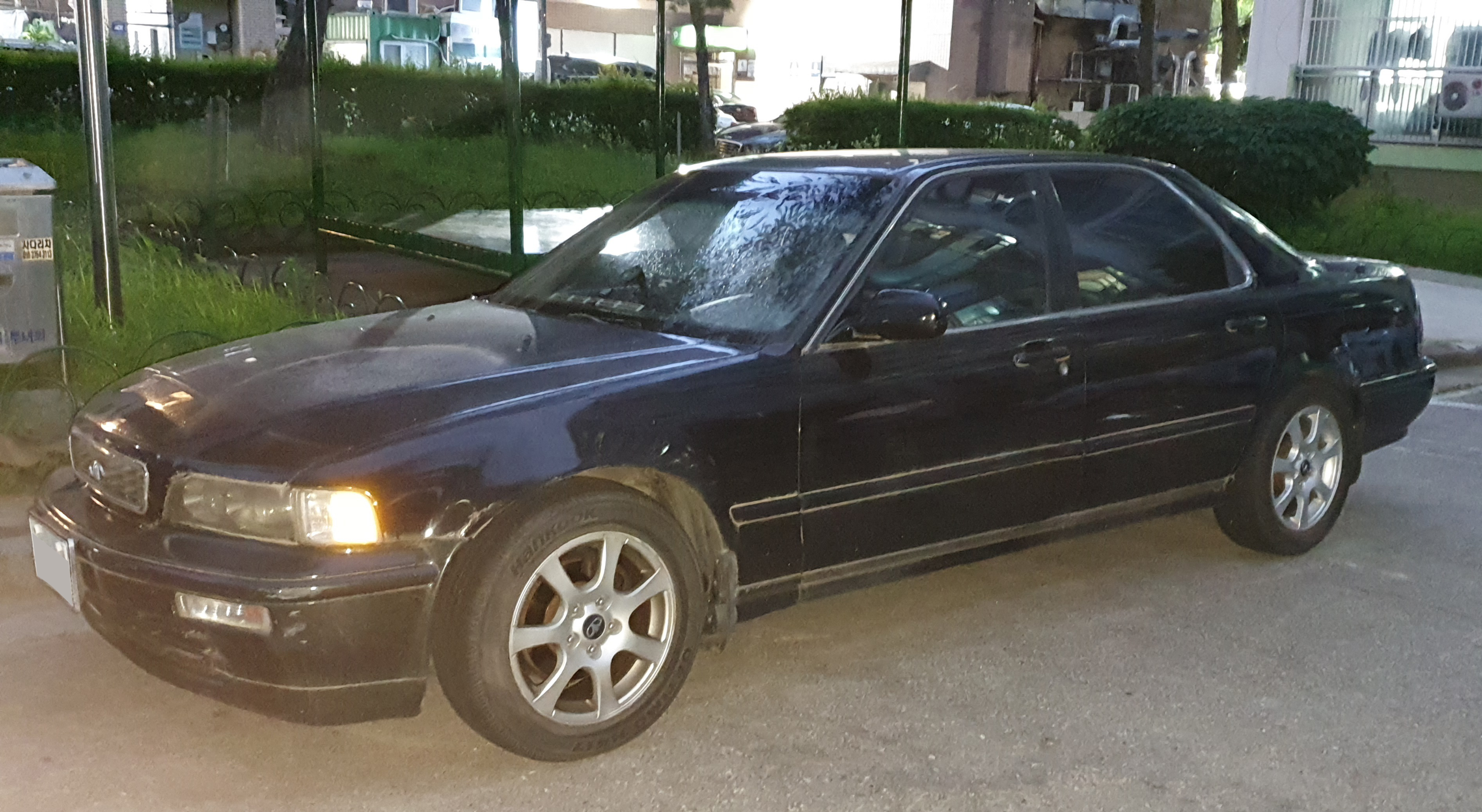
Daewoo Arcadia w 2021 roku

W ramach partnerstwa między Daewoo Motors a japońską Hondą, południowokoreański producent uzupełnił swoją ofertę topowym modelem Arcadia, zastępując dotychczas oferowaną limuzynę Imperial. 
Daewoo Arcadia odróżniało się od bliźniaczej Hondy Legend jedynie innymi oznaczeniami producenta, a także dużym, szeroko rozstawionym napisem z nazwą modelu umieszczonym w centralnym miejscu klapy bagażnika. W kabinie pasażerskiej z kolei jedynym charakterystycznym elementem dla Daewoo był tylko napis z nazwą producenta na kole kierownicy.

### Sprzedaż
Daewoo Arcadia było pojazdem produkowanym w lokalnych zakładach producenta w Inczonie wyłącznie z przeznaczeniem na lokalny rynek. Po trwającej 5 lat produkcji, samochód został zastąpiony w 1999 roku przez większą, topową limuzynę Chairman.

### Silnik
- V6 3.2l C32A